# Scavenger Hunt
Eine Scavenger Hunt (aus dem englischen: [skævɪnʤɚ hʌnt]) ist das amerikanische Äquivalent der Schnitzeljagd. Wie die Schnitzeljagd in Österreich oder Deutschland ist die Scavenger Hunt in Amerika einem breiten Publikum bekannt. Schon auf Kindergeburtstagen werden diese durchgeführt. Auch Veranstaltungen für Erwachsene (Junggesellenabschiede, Team Building, Freizeit etc.) sind bekannt.

## Verlauf
Der größte Unterschied besteht in der Linearität. Während man bei einer Schnitzeljagd einen Hinweis nach dem anderen finden und abarbeiten muss, erlaubt die Scavenger Hunt deutlich mehr Freiheiten: Zu Beginn eines festgelegten Zeitraumes wird eine Liste mit Aufgaben veröffentlicht, die unterschiedlich viele Punkte bringen. Die Teilnehmer können nun in kleinen Teams möglichst viele dieser Aufgaben lösen. Dabei gibt es jedoch weder eine festgelegte Reihenfolge, noch Pflichtaufgaben. Entscheidet sich ein Team, eine bestimmte Aufgabe nicht anzugehen, bspw. weil die Aufgabe als zu schwierig empfunden wird, kann die Aufgabe ausgelassen oder später wieder aufgenommen werden. So sammeln die Teams innerhalb des vorgegebenen Zeitraums Punkte, um am Ende das Sieger-Team zu bestimmen.

## Geschichte und Herkunft
Es ist unmöglich zu sagen, wer das Konzept der Scavenger Hunts erfunden hat oder wo dies genau passierte. Der finnische Spielwissenschaftler Markus Montola gibt jedoch an, dass sich Scavenger Hunts aus alten volkstümlichen Spielen entwickelt haben. Für die Popularität des Spiels in der Neuzeit wird oft die amerikanische Journalistin Elsa Maxwell verantwortlich gemacht. Diese hat in den 1930er Jahren eine Reihe Partys veranstaltet, bei denen sie ihre Gäste aufforderte, an Scavenger Hunts teilzunehmen. Später berichtete sie über die Partys in ihren täglichen Kolumnen. Es gibt Parallelen zu Spielen wie Hash House Harriers, das im Dezember 1938 in Kuala Lumpur entstand.
Anders als beim Geocaching werden für Scavenger Hunt keine Koordinaten benötigt. Stattdessen müssen Dinge gefunden oder Aufgaben gelöst werden.
Das Wort „scavenger“ geht aus der mittelalterlichen Regelung hervor, eine Abgabe (sog. scavage) von nicht eingesessenen Kaufleuten zu erheben. Die Eintreiber dieser Steuer nannte man folglich „scavagers“, und sie wurden später auch verantwortlich für Straßenreinigung. Während die Abgabe 1503 eingestellt wurde, blieb das Wort – mit beigefügtem „n“ und verändertem Vokal seit dem frühen 16. Jahrhundert – im Sinne Straßenreiniger in Gebrauch. Als „scavenger“ bezeichnete man dann später Personen, vor allem aber auch Tiere, die nach verschiedensten Dingen (häufig Unrat) suchten. Aus diesem Grund werden heute oft Tiere wie Geier und andere Aasfresser mit dem Begriff belegt. Wörterbücher übersetzen den Begriff außerdem als „jd, der nach ausrangierten, aber noch verwendbaren Sachen sucht“ oder als „Lumpensammler“ und „Straßenkehrer“.

## Variationen
Es gibt Variationen des Spiels, in denen die Spieler Fotos oder Videos ihrer jeweiligen Lösungen anfertigen müssen, um diese an die Jury zu übermitteln. So kann eine große Anzahl Teams gegeneinander antreten, die sich gegenseitig nicht kennen und die nicht an einem bestimmten Ort zusammenkommen müssen.
Mittlerweile sind auch Varianten bekannt, die mit Hilfe von Apps gespielt werden. Dabei können auch Elemente der Erweiterten Realität zum Einsatz kommen, um zusätzliche computergenerierte Inhalte anzuzeigen.

## Scavenger Hunts an (deutschen) Hochschulen
An US-amerikanischen Universitäten werden regelmäßig Scavenger Hunts veranstaltet. Das populärste Beispiel dafür ist sicherlich die Scavenger Hunt der Universität Chicago. Bereits seit 1987 veranstalten Studierende hier eine spannende „Hunt“ für ihre Kommilitonen. Auch an deutschen Hochschulen sind die Scavenger Hunts mittlerweile angekommen. Bremen, Bochum, Kassel, Wiesbaden, Pforzheim, Bremerhaven, Gießen und Emden sind nur einige der Städte, in denen bereits Scavenger Hunts stattfanden. In Österreich findet seit 2008 jährlich die Scavenger Hunt "hunTU" an der TU Wien statt.